# (95625) 2002 GX32
(95625) 2002 GX32 — транснептуновый объект, расположенный в поясе Койпера. Он находится в резонансе 3:7 с Нептуном. Объект обнаружен 8 апреля 2002 года Марком У. Буи, Эми В. Джордан и Джеймсом Л. Эллиотом.
Объект прошёл перигелий в 1997 году.
На основе предположительного альбедо 0,09 (характерного для ТНО) его диаметр оценён в 153 км.

## Резонанс
Моделирование Емельяненко и Киселёва в 2007 году, показало, что (95625) 2002 GX32 имеет 99 % вероятность либрации в резонансе 3:7 с Нептуном. Резонанс 3:7 среднего движения держит его на расстоянии более чем 11 а. е. от Нептуна более 14000 лет.
Объект обнаружен 21 раз в более чем 4 противостояниях, и качество определения орбиты равно 3.